# سوزوبول
سوزوبول (بالبلغارية: Созопол، باليونانية: λοςις سوزوبوليس) هي مدينة ساحلية قديمة تقع على بعد 35 كم جنوب بورغاس على الساحل البلغاري الجنوبي للبحر الأسود.
اليوم هو واحد من المنتجعات الساحلية الرئيسية في البلاد، والمعروف عن أبولونيا الفن والمهرجان السينمائي (الذي سيعقد في أوائل سبتمبر) التي سميت بواحدة من أسماء المدينة القديمة.
أكثر الأوقات ازدحاما من السنة هي أشهر الصيف، بدءا من مايو إلى سبتمبر حيث يأتي السياح من جميع أنحاء العالم للاستمتاع بالطقس والشواطئ الرملية والتاريخ والثقافة والمأكولات المختلطة في (البلقان، البحر الأبيض المتوسط)، وأجواء المنتجع الحيوية.

## تسمية
يعرف الاسم الأصلي للمدينة باسم أنثيا (θνθεια باللغة اليونانية) ولكن سرعان ما سميت أبولونيا (λλωοίνία). في أوقات مختلفة، كانت أبولونيا تعرف باسم أبولونيا بونتيكا (λλωοίνία Π Ποντική، أي «أبولونيا المطلة على البحر الأسود»، وبونتوس أوكسينوس القديمة) وأبولونيا ماغنا («أبولونيا العظمى»). بحلول القرن الأول الميلادي، بدأ اسم سوزوبوليس (λοςις) في الظهور في السجلات المكتوبة (المؤرخة). خلال الحكم العثماني كانت المدينة تعرف باسم سيزيبولو، أو سيزبولي أو سيزيبولو.

## تاريخ

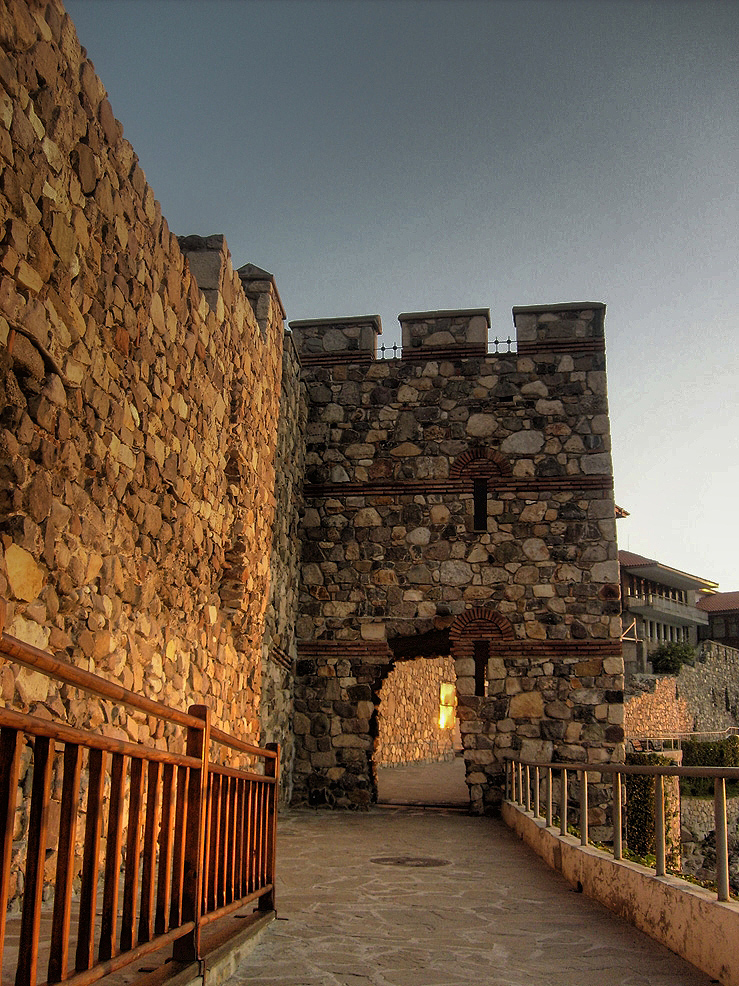
بوابة معاد إنشائها جزء من سوزوبول تحصينات القديمة.

سوزوبول هي واحدة من أقدم المدن على ساحل البحر الأسود في تراقيا البلغارية. تعود أول مستوطنة في الموقع إلى العصر البرونزي. تكشف الاستكشافات تحت سطح البحر في منطقة الميناء الآثار من المساكن، الفخار السيراميك، الحجر وأدوات مصنوعة من العظام من تلك الحقبة. وقد تم اكتشاف العديد من المراسي من الألفية الثانية والأولى قبل الميلاد في خليج المدينة، وهو دليل على الشحن النشط منذ العصور القديمة. 
تأسست المدينة الحالية في القرن السابع قبل الميلاد من قبل المستعمرين اليونانيين من ميليتوس كما تعرف بأنثيا. تم تغيير الاسم قريبا إلى أبولونيا، بسبب معبد مخصص لأبولو في البلدة، الذي يحتوي على التمثال الضخم الشهير للإله أبولو الذي صنع بواسطة كالاميس، وارتفاعه 30 مترا مكعبا، وتم نقله لاحقا إلى روما بواسطة لوكولوس وتم وضعها في مبنى الكابيتول.
العملات، التي تبدأ في القرن الرابع قبل الميلاد، تحمل اسم أبولونيا وصورة أبولو. والقطع النقدية الخاصة بالإمبراطورية، والتي لا تزال في النصف الأول من القرن الثالث الميلادي، واللوحة البويتينغرية تحتوي أيضا على اسم أبولونيا؛ ولكن «بيريبلوس بونتي يوكسيني»، 85، وإبيسكوباتوم نوتيتي ليس لها سوى اسم جديد سوزوبوليس. في عام 1328 كان الكانتاكوزين (محرر بون، الأول، عام 326) يتحدث عنها باعتبارها مدينة كبيرة ومكتظة بالسكان. ترتبط الجزيرة التي تقع عليها الآن بالبر الرئيسى بقناة ضيقة (لسان) من الأرض. كان سكانها، في الماضي معظمهم من اليونانيين، عاشوا على الصيد والزراعة.
أنشأت المدينة نفسها كمركز تجاري وبحري في القرون التالية. حافظت على علاقات سياسية وتجارية قوية مع مدن اليونان القديمة - ميليتوس، وأثينا، وكورينث، وهيراكليا بونتيكا والجزر رودس، وخيوس، وليسبوس، الخ. وكان تأثير التجارة في الأراضي التراقية على معاهدة مع حكام المملكة التي يرجع تاريخها إلى القرن الخامس قبل الميلاد.
رمز المدينة - المرساة، موجود على جميع القطع النقدية التي تطرقها أبولونيا منذ القرن السادس قبل الميلاد، هو دليل على أهمية تجارتها البحرية. وسرعان ما أصبحت المدينة الغنية مركزا ثقافيا هاما. في هذه الأوقات كانت تلك المدينة تسمى أبولونيا ماجنا.
حكمت سوزوبول، بدورها بواسطة الإمبراطوريات البيزنطية والبلغارية والعثمانية، تم تعيين سوزوبول في بلغاريا المستقلة حديثا في القرن التاسع عشر. في اندلاع حرب الاستقلال اليونانية (1821) تم اعتقال شخصيات بارزة محلية وأعدمت بسبب مشاركتها في الاستعدادات للنضال بواسطة السلطات العثمانية.
تم تبادل معظم سكانها اليونانيين مع البلغار من تراقيا الشرقية في أعقاب حروب البلقان. في عام 2011 تم حفر بقايا مستوطنة يونانية قديمة، وهي جزء من أبولونيا، في جزيرة سانت كيريك الصغيرة (سانت سيريكوس) بجانب سوزوبوليس.
تستضيف سوزوبول منذ عام 1984 احتفالات أبولونيا الفنية كل شهر سبتمبر، والتي تشمل العروض المسرحية والمعارض والأفلام والعروض الموسيقية والرقص والعروض الكتابية وغيرها من الفعاليات الثقافية.

### التاريخ الكنسي

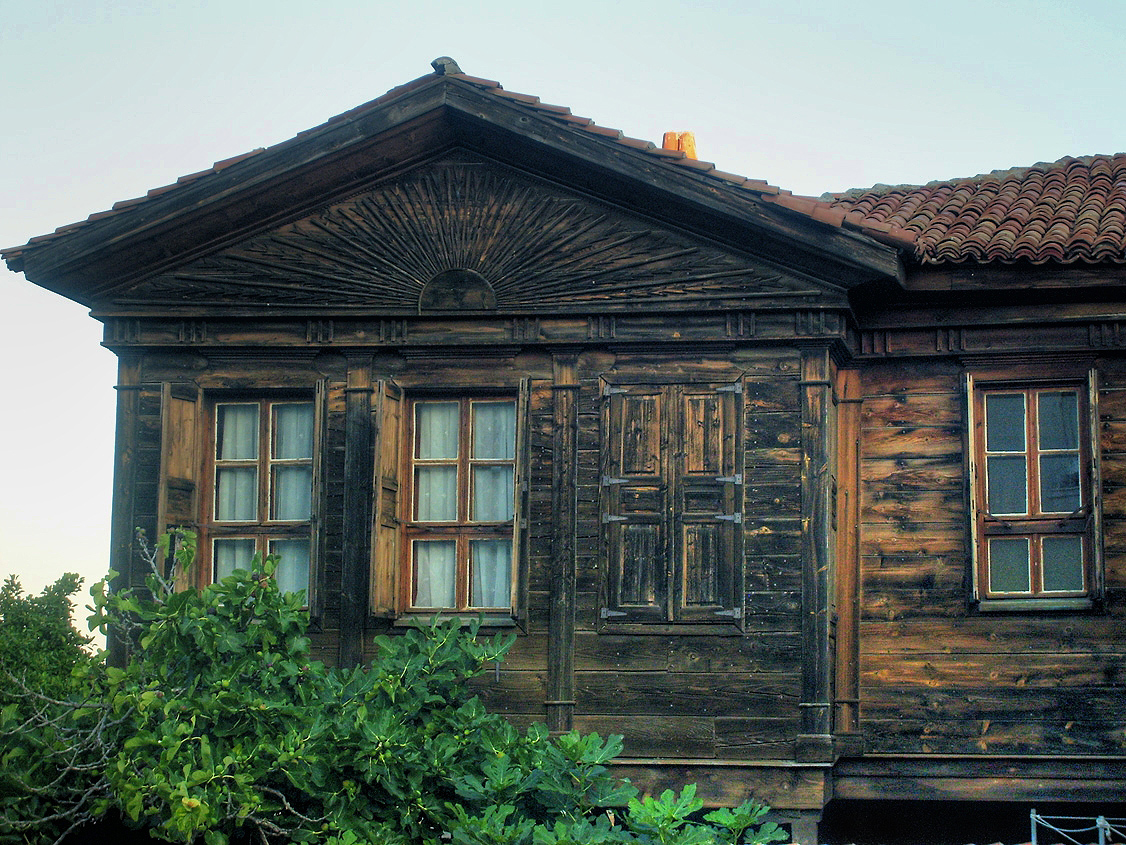
تهيمن العمارة الخشبية التقليدية على البلدة القديمة.

دخلت المسيحية سوسوبول في وقت مبكر. الأساقفة مسجلون كمقيمين هناك منذ عام 431. على الأقل من المعروفين هناك ثمانية أساقفة (لو كوين، أورينز كريستيانوس، الأول، 1181): أثناسيوس (431)، بيتر (680)، يوثيميوس (787) وإغناطيوس (869). ثيودوسيوس (1357)، جوانيسيوس، الذي أصبح بطريرك القسطنطينية (1524)، فيلوثيوس (1564) وجوساف (1721).
تحولت المدينة من كونها سافراغان إلى أسقفية هادريانوبوليس في هيميمونتو، أصبحت في القرن الرابع عشر مدينة مجردة من آراء الأسقف المساعد؛ وربما اختفى ت آرائهم مؤقتا مع الفتح التركي، لكنها عادت مرة أخرى في وقت لاحق. في عام 1808 توحدت الكنيسة الأرثوذكسية اليونانية إلى رؤية أغاثوبوليس. أقام حامل اللقب في مدينة أغاثوبوليس، في الأيام العثمانية كان يدعى بأختيبولو.
يوبيل (هيرارتشيا كاثوليكا مديي وفي، 194) يذكر أربعة أساقفة لاتينيين من القرن الرابع عشر.

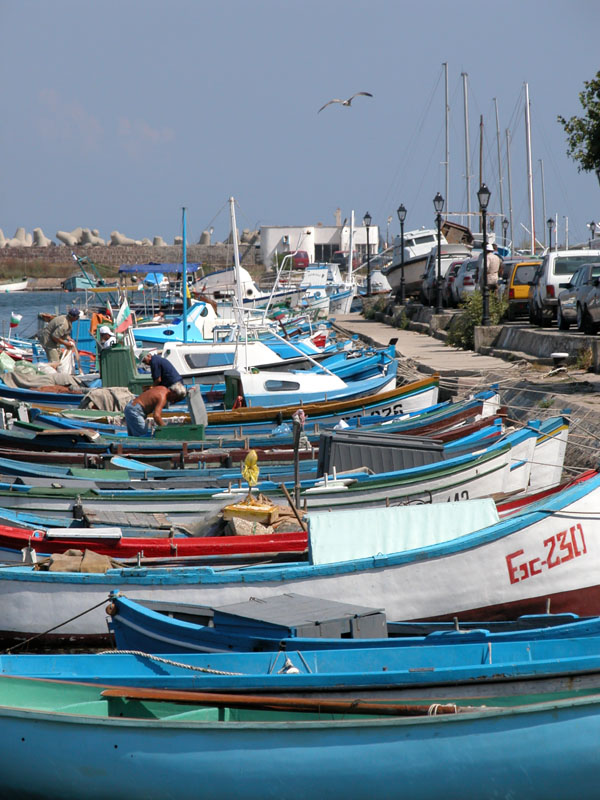
مراكب الصيادين في سوزوبول.

الأسقفية موجودة في قائمةالكنيسة الكاثوليكية الخاصة بآراء حامل اللقب كالمعتاد كما سوزوبوليس في هيميمونتو وكوفراغان من هادريانوبوليس في هيميمونتو.
ازدهر الفن في العصر المسيحي. الرموز القديمة والنحت الخشبي الرائع في إكونوستاسس تعتبر إنجازات ملحوظة من المهن التي كانت بتلك الأوقات. الهندسة المعمارية للمنازل في البلدة القديمة منذ عصر النهضة تجعلها مكانا فريدا للزيارة اليوم.

### مصاص دماء سوزوبول
خلال الحفريات الأثرية في عام 2012 تم العثور على بقايا هيكل عظمي مثقوب مع قضيب الحديد في القلب. ويعتقد أن تلك هي بقايا النبيل المحلي كريفيتش (أو كريفيتسا)، حاكم قلعة سوزوبول (كاستروفيلاكس). 
يعتقد السكان المحليون بأنه شخص قاس جدا، تأكدوا من أنه لن يعود إلى التردد على المدينة بعد وفاته من خلال ثقبه بشريط حديد في الصدر. هناك أكثر من 100 جنازة في العصور الوسطى مماثلة لتلك التي في كريفيتسا وجدت في جميع أنحاء بلغاريا. تم ثقب البقايا إما من حديد أو قضيب خشبي من خلال الصدر للتأكد من أن الموتى لن يستيقظوا من قبورهم كمصاصي دماء.

## محليات بارزة
- البطريرك جون الثاني عشر من القسطنطينية (في المكتب 1294-1303).
- جيورجيوس غوناروبولوس (1889-1977)، الرسام الخاص بسوزوبوليتيس.
- سفيتوسلاف شيفاروف (ب. 1944)، سياسي بولغاري، وزير الزراعة والصناعة الغذائية السابق.
- بوزيدار ديميتروف (ب. 1945)، مؤرخ بلغاري من شرق تراقيا.

## تكريمات
تم تسمية فجوة سوزوبول في القارة القطبية الجنوبية نسبة إلى مدينة سوزوبول.

## رياضة
يدعى فريق كرة القدم المحلي «نادي كرة قدم سوزوبول».

## معرض

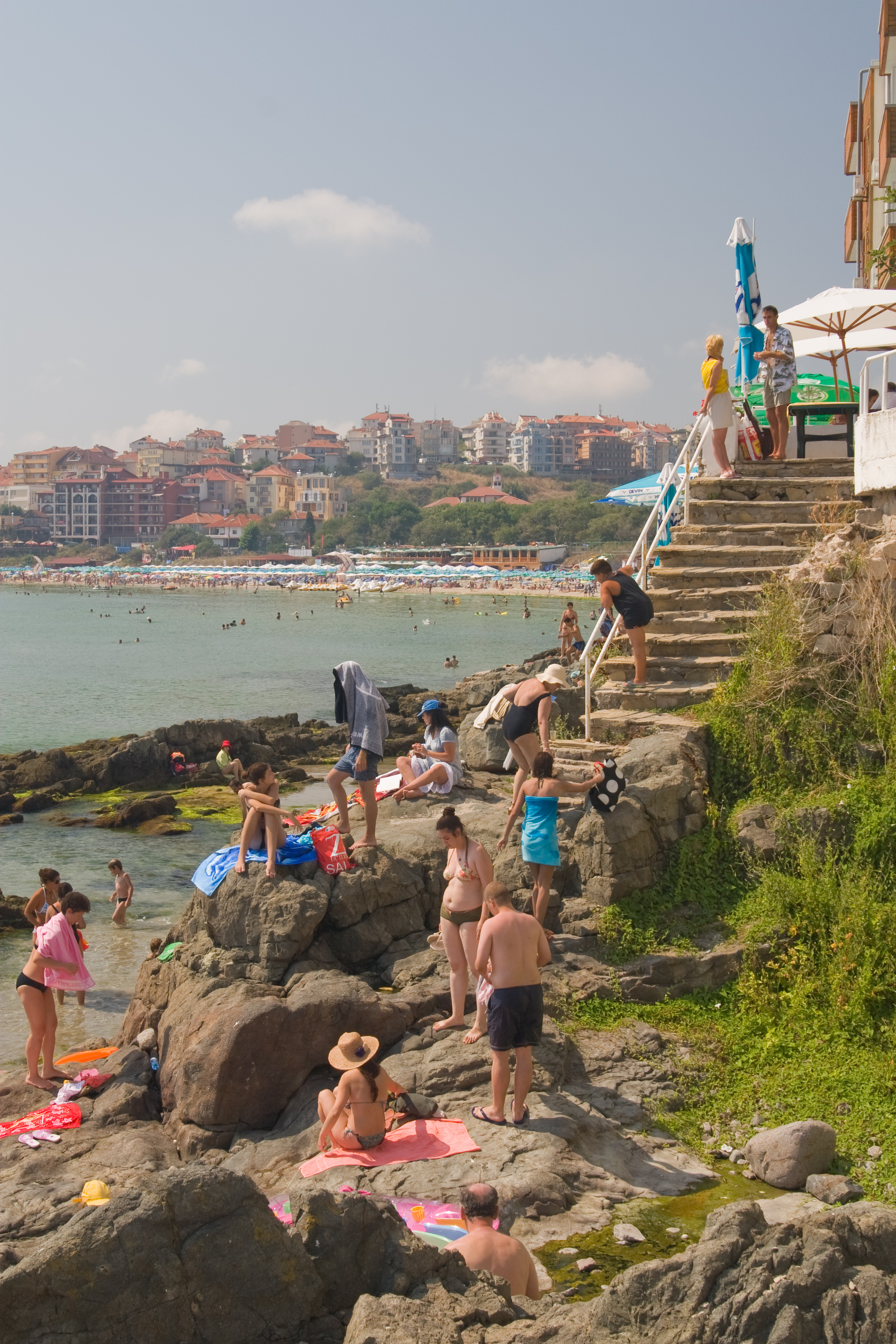
شاطئ
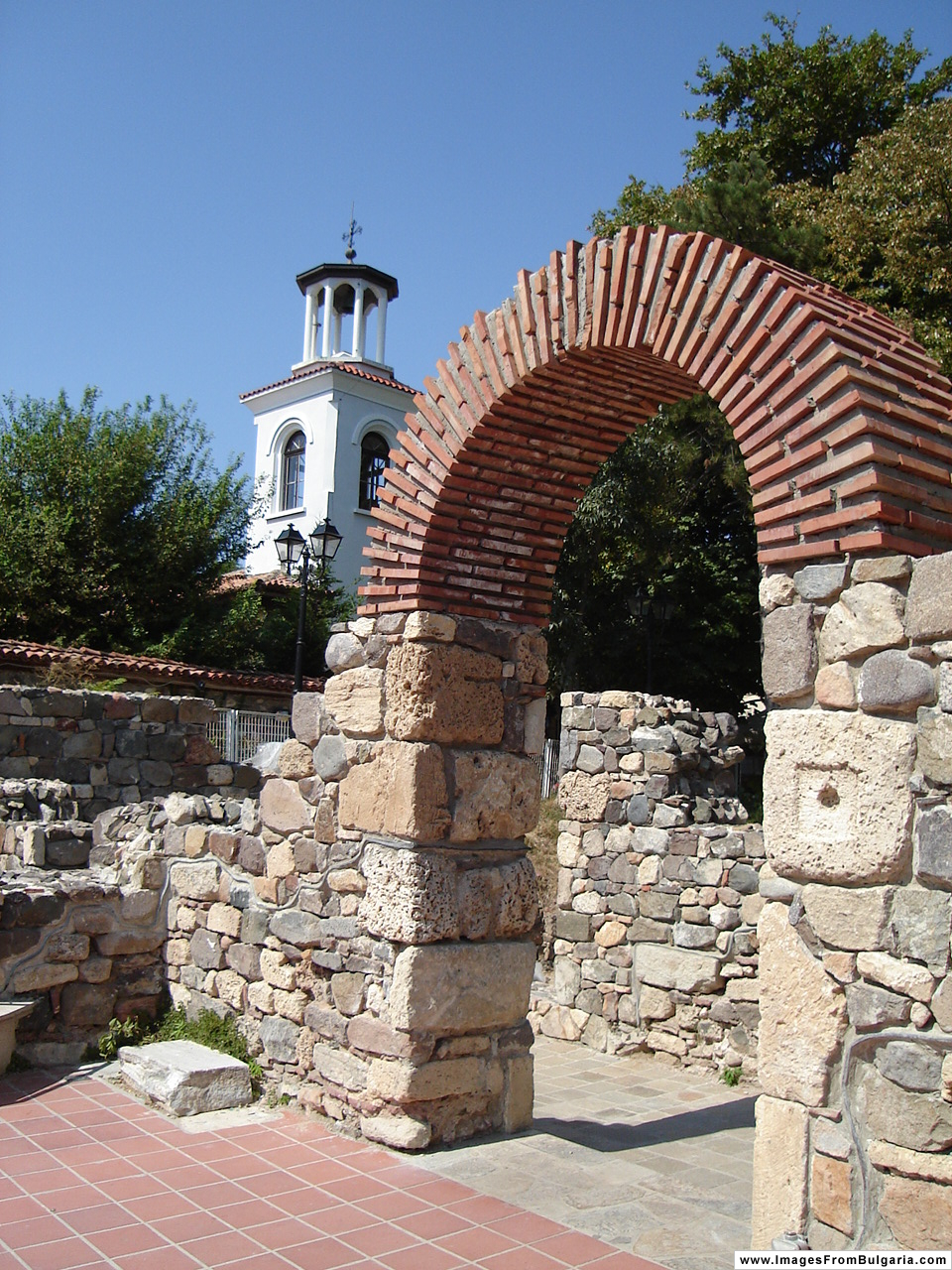
بقايا أثرية
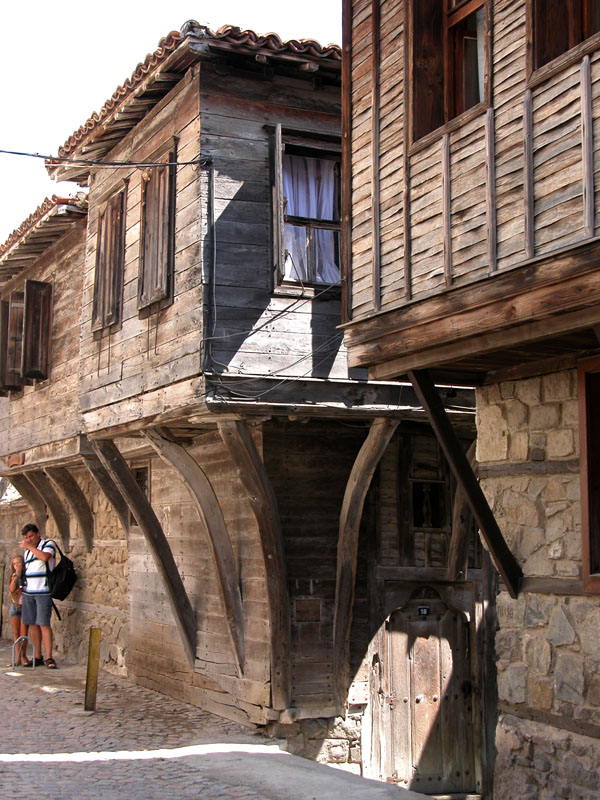
منازل خشبية
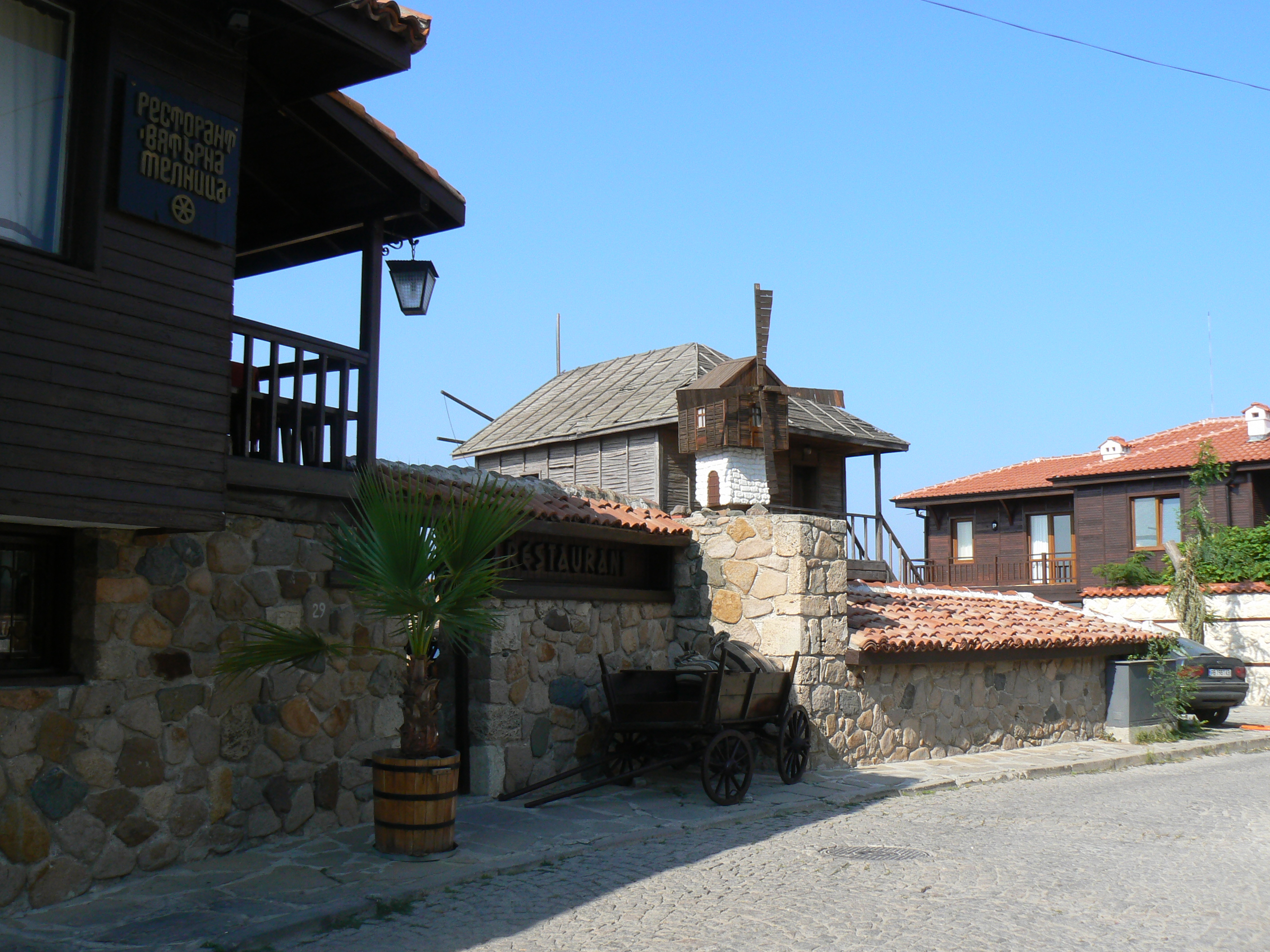
مدينة سوزوبول القديمة
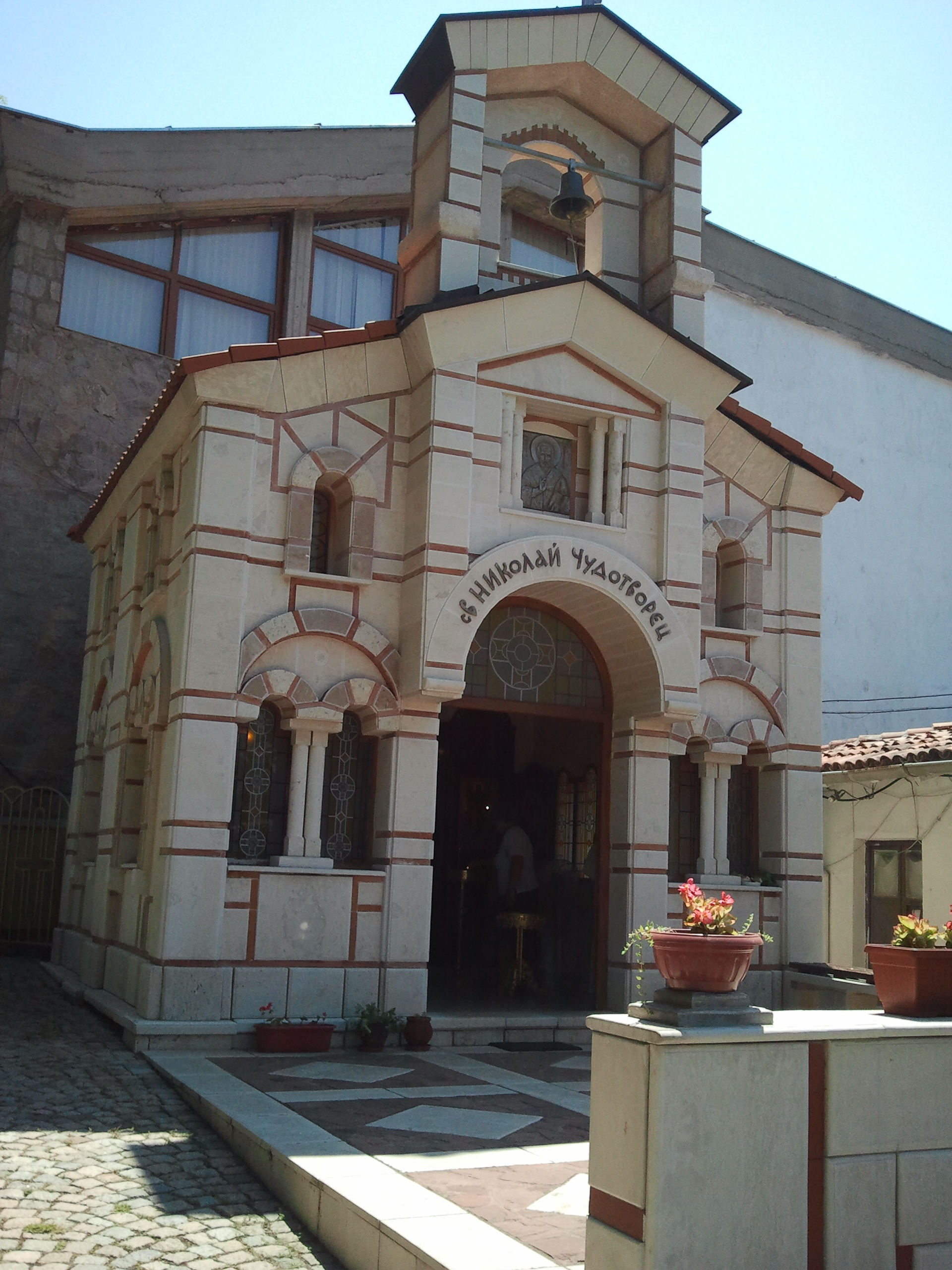
مدينة سوزوبول القديمة
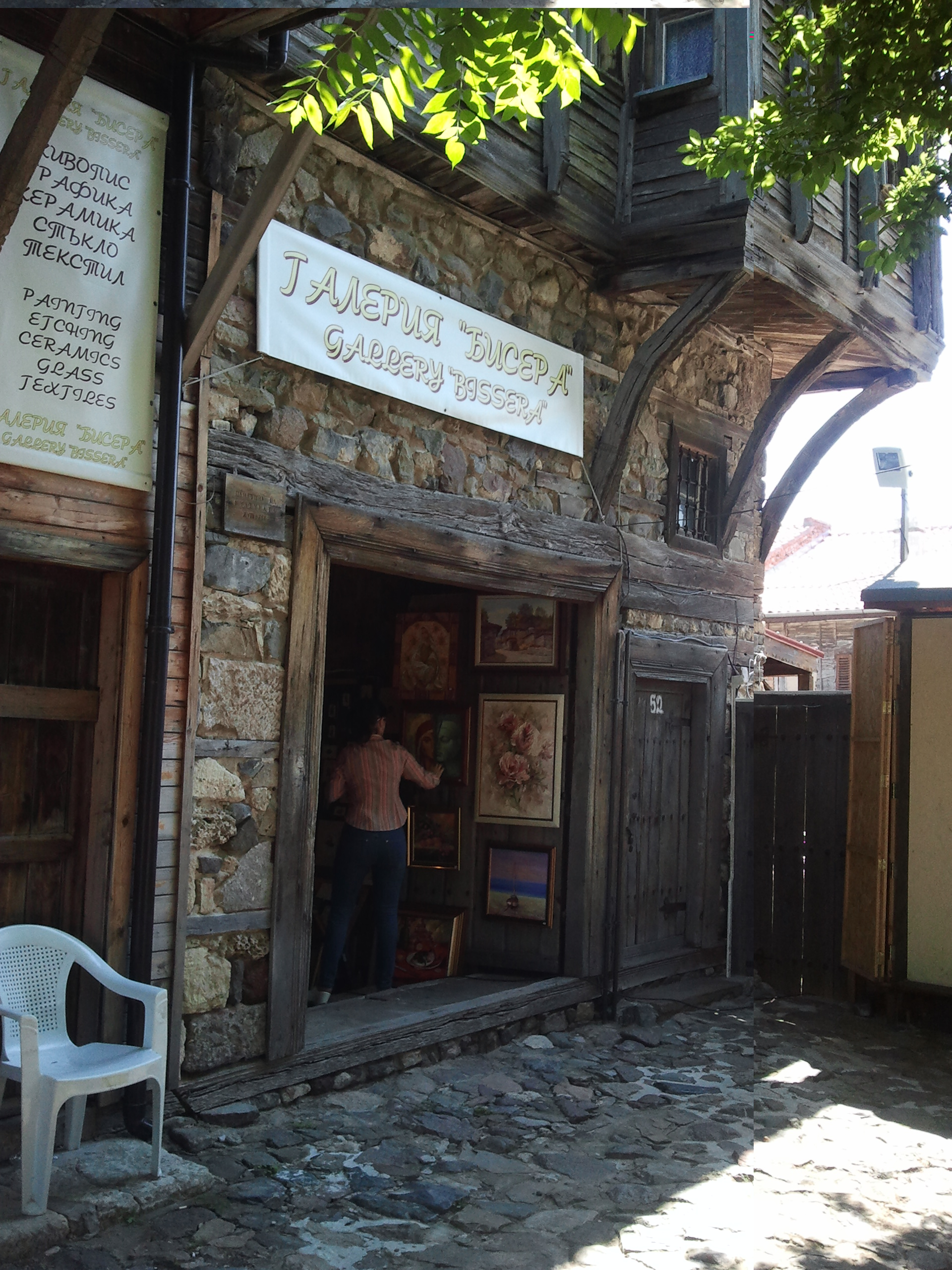
مدينة سوزوبول القديمة